# Wiatr

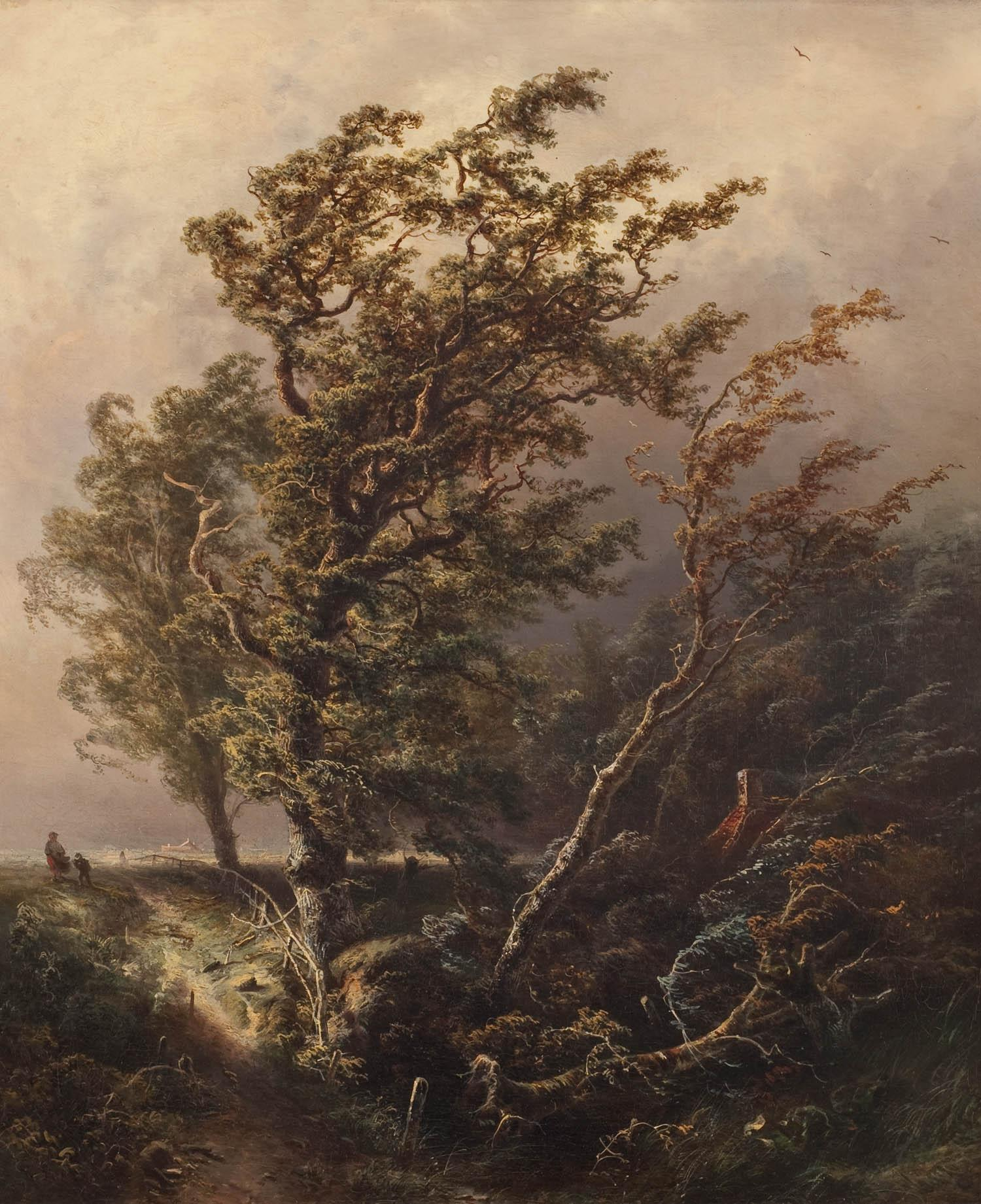
Pieter Kluyver (1816–1900)

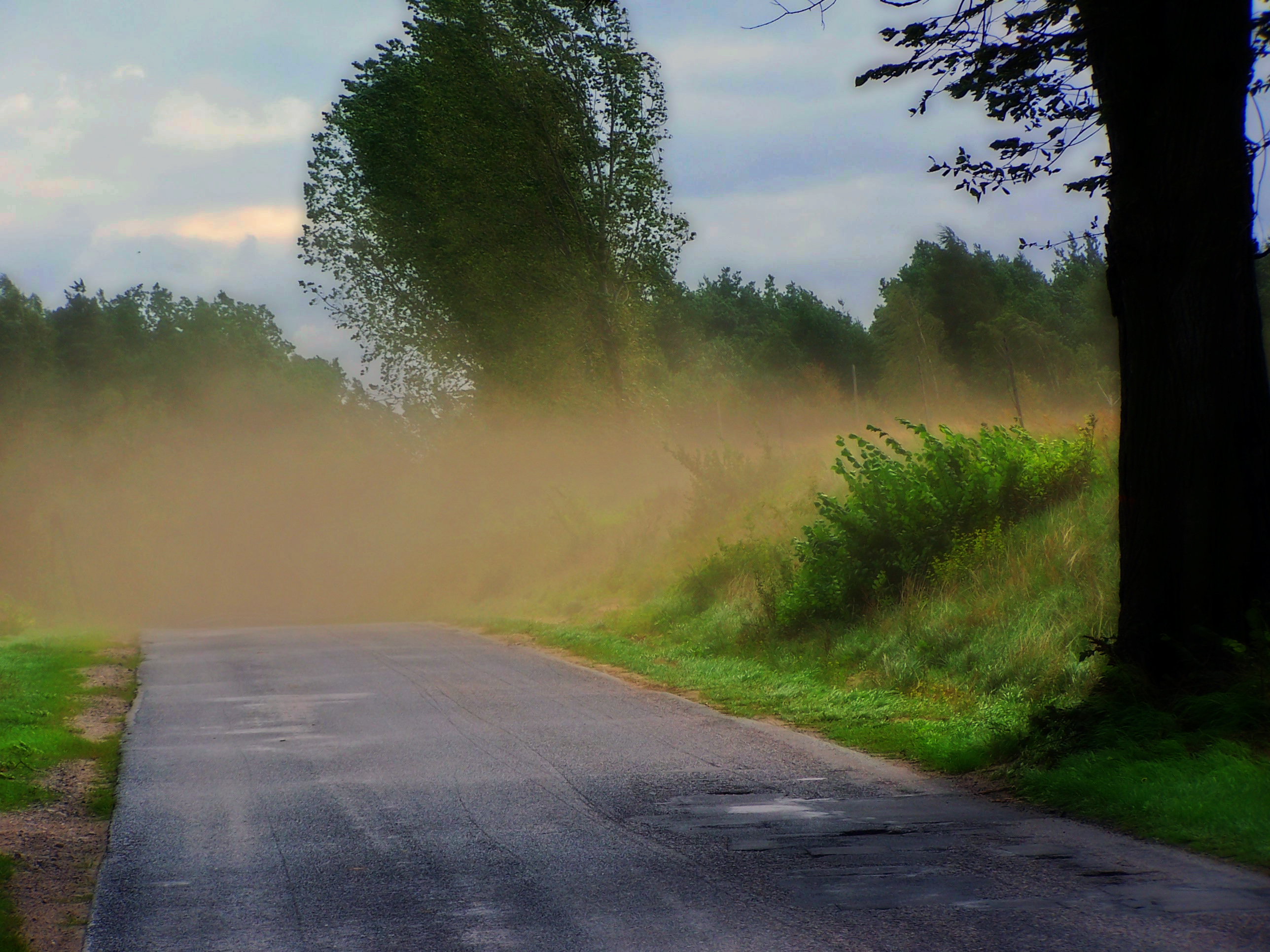
Zamieć pyłowa niska

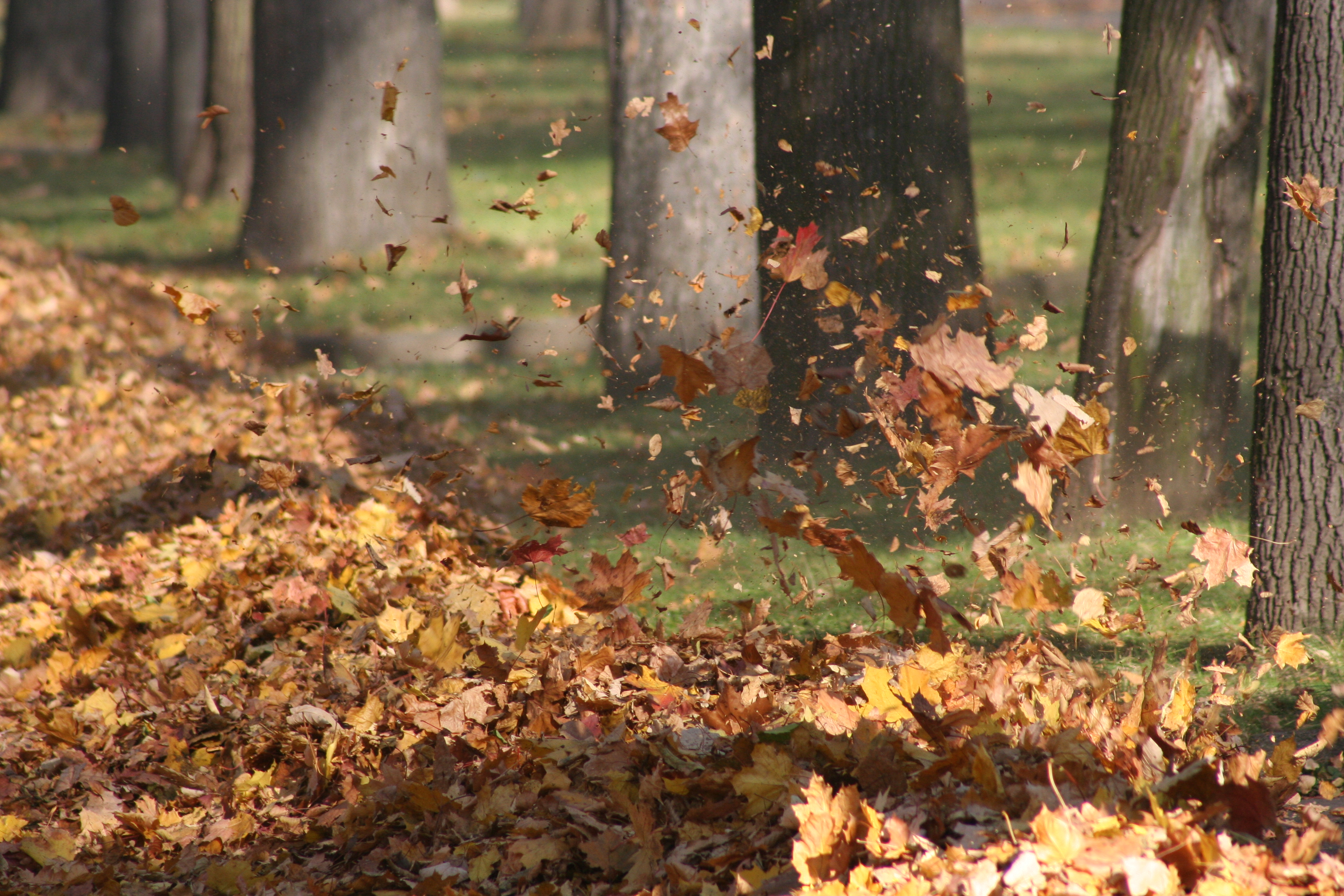
Liście porywane przez jesienny wiatr. Wyraźnie widać pionową składową porywającą liście ku górze. Meteorolodzy rozumieją pod nazwą wiatr zazwyczaj wiatry horyzontalnie w stosunku do powierzchni ziemi

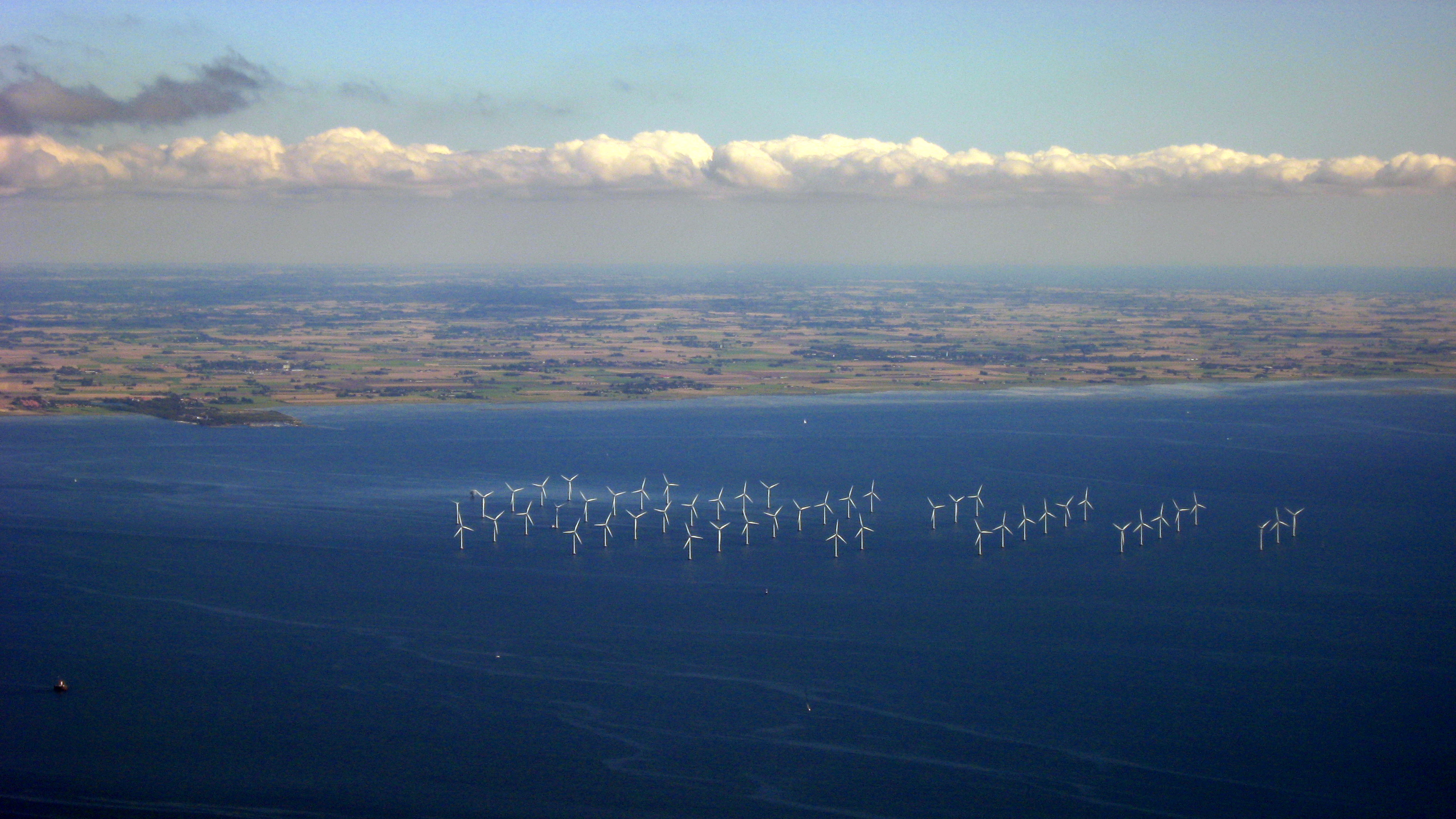
Farma wiatrowa uzyskująca energię z wiatru

Wiatr – ruch powietrza względem powierzchni Ziemi, zwłaszcza jego pozioma składowa.
Wiatr wywołany jest przez różnicę ciśnień oraz różnice w ukształtowaniu powierzchni. Termin wiatr jest używany w meteorologii prawie wyłącznie na określenie horyzontalnej składowej wiatru. Istnieje jednak składowa pionowa wiatru i wtedy jest tak nazywana. Wiatr może wiać z obszarów wyższego ciśnienia do obszarów niższego ciśnienia, ale w średnich szerokościach geograficznych, ze względu na siłę Coriolisa, wiatr wieje zazwyczaj równolegle do linii takiego samego ciśnienia (wiatr geostroficzny). Wiatr jest jednym ze składników pogody, w tym celu podaje się prędkość wiatru (w m/s, km/h lub w węzłach) i kierunek, z którego wieje. Należy zwrócić uwagę, że meteorolodzy pod nazwą (przykładowo) wiatr zachodni rozumieją wiatr wiejący z zachodu, podczas gdy zachodni prąd oceaniczny to prąd płynący na zachód.

## Rodzaje wiatru
- Stałe – nie zmieniające swego kierunku w ciągu całego roku.
  - pasaty
  - antypasaty
- Sezonowe (okresowe) – wiatr zmieniający kierunek w cyklu rocznym lub dobowym.
  - monsun
- Zmienne (lokalne) – zmieniające kierunek zależnie od lokalnych układów ośrodków barycznych.
  - monsun
  - bryza
  - fen
  - wiatr zboczowy (dolinny i górski)
- Pustynne
  - harmattan
  - samum

## Symbole prędkości wiatru na mapie synoptycznej
| Symbol | Obserwowana prędkość wiatru | Zaznaczone jako |
| --- | --------------------------- | --------------- |
| | 0-2 węzły                   | 0 węzłów        |
| | 3-7 węzłów                  | 5 węzłów        |
| | 8-12 węzłów                 | 10 węzłów       |
| | 13-17 węzłów                | 15 węzłów       |
| | 18-22 węzły                 | 20 węzłów       |
| | 23-27 węzłów                | 25 węzłów       |
| | 28-32 węzły                 | 30 węzłów       |
| | 33-37 węzłów                | 35 węzłów       |
| | 38-42 węzły                 | 40 węzłów       |
| | 43-47 węzłów                | 45 węzłów       |
| | 48-52 węzły                 | 50 węzłów       |
| | 53-57 węzłów                | 55 węzłów       |
| | 58-62 węzły                 | 60 węzłów       |
| | 63-67 węzłów                | 65 węzłów       |
| | 98-102 węzły                | 100 węzłów      |
| | 102-107 węzłów              | 105 węzłów      |
| Uwaga: końcówka tych symboli pokazuje na kierunek, z którego wieje wiatr (a więc w tabeli pokazane są symbole wiatrów zachodnich) |                             |                 |

## Wykorzystanie
Wiatr może być wykorzystywany do produkcji energii za pomocą turbin wiatrowych oraz do napędzania statków żaglowych.

## Pomiar wiatru
Do pomiarów wiatru służy anemometr (wiatromierz). Wiatr można też mierzyć za pomocą technik satelitarnych (teledetekcji) za pomocą skaterometrów wykorzystujących zjawisko fal kapilarnych na wodzie (refleks słońca), za pomocą teledetekcyjnych metod akustycznych sodar, za pomocą obserwacji poruszających się chmur, za pomocą radaru, za pomocą sond meteorologicznych, i innych technik.

## Nazwy lokalne wiatrów
Ze względu na zmiany temperatury, jakie przynosi ze sobą wiatr, wyróżnia się wiatry ciepłe i zimne. Lokalne wiatry związane są ze zjawiskiem bryzy morskiej, wiatru górsko-dolinnego, wiatr katabatyczny i innych typów.
- wiatr typu bora (belat, helm, mistral, bora, yugo, tramontana, blizzard, lewanter, nortes) – chłodny wiatr spływający z wyżyn i terenów górzystych obecnych bezpośrednio przy morzu lub dużym jeziorze;
- wiatr typu fenowego (austrul, autan, bohorok, wiatr halny, fen, chinook, sirocco, samum, harmattan, etezje, reshabar) – suche i ciepłe spływające po zawietrznej stronie gór tracące wilgoć przy przepływie wilgotnego powietrza nad grzbietem górskim[2].

Na całym świecie wyróżnia się około 2000 nazw wiatrów lokalnych. Do najbardziej znanych można zaliczyć:
EUROPA I OBSZAR ŚRÓDZIEMNOMORSKI
- adriatycka bora – zimny i silny wiatr napływający z północy i północnego wschodu z górskich przełęczy między Alpami a Górami Dynarskimi ku Morzu Adriatyckiemu. Odmiana o dużej prędkości określana jest mianem boracci, a o mniejszej borino[2];
- aspre – napływający z północnego wschodu łagodny i suchy wiatr spływający z nagrzanego powietrza z gór Masywu Centralnego na Nizinę Garonny[2];
- austrul – w Rumunii wiatr wiejący z Karpat;
- autan – ciepły wiatr typu fenowego wiejący w kierunku południowo-wschodnim w południowo-zachodniej Francji;
- bise – łagodny i wilgotny wiatr z północy i północnego wschodu w górach Francji, Włoch i Szwajcarii powodujący znaczne ochłodzenie, któremu towarzyszy sucha pogoda o małym zachmurzeniu. Jesienią i zimą może powodować zachmurzenie i opady, a wiosną przymrozki skutkujące wymarzaniem roślin i wysuszaniem gleb. Przez mieszkańców określany jako „zdrowy wiatr”, który chroni przed rozprzestrzenianiem się chorób zakaźnych[2];
- boreas – zimny wiatr z północy wiejący na północnych wybrzeżach Morza Śródziemnego spadający z dość niskich gór w wielu tamtejszych rejonach wybrzeża[2];
- noworosyjska bora – występuje w Noworosyjsku i wieje z północnego wschodu. Jest zimny i suchy, stepowy, mający charakter gwałtownej porywistej lawiny zimnego powietrza, którą wzmacnia rzeźba terenu. Sięga 45–50 m/s, ale porywy są znacznie większe. Wskutek jego napływu temperatura powietrza może obniżyć się do –35 °C[2];
- breva – gorący, dzienny, dolinny wiatr wiejący przeważnie latem znad jezior włoskich (zwłaszcza Jez. Como) ku górnym partiom Alp łączący się z bryzą. Przeciwny do brevy wiatr górski nazywa się Tiwano[2];
- bryza – bryza lądowa: wiatr górski, wiatr dolinny;
- cers – napływa z zachodu i WNW, występuje w południowej Francji i może być bardzo silny dochodząc do 25 m/s. Zimą związany z ochłodzeniem, a latem z suchą i ciepłą pogodą[2];
- cierzo – północny suchy i chłodny wiatr w kontynentalnej Hiszpanii nad Ebro, wiejący jesienią i zimą o cechach bory[2];
- crivetz – północny, północno-wschodni lub wschodni zimowy wiatr występujący w Bułgarii, Rumunii i południowo-wschodniej Rosji mający charakter kontynentalnego monsunu europejskiego. Czasami jego siła dorównuje huraganowi i przynosi silne mrozy. Napływanie z Morza Czarnego związane jest z opadami śniegu i zamieciami[2];
- etezje (meltemi) – katabatyczny stały, umiarkowany lub silny suchy wiatr we wschodniej Grecji na Morzu Egejskim napływający z północy i północnego zachodu. Wieje ku Afryce od maja do października. Gdy przechodzi nad morzem ulega uwilgotnieniu i nad afrykańskimi brzegami powoduje mgły i tworzenie obłoków. Stałość tego wiatru sprawia, że klimat śródziemnomorski określa się czasem klimatem etezjańskich wiatrów[2];
- fen alpejski – stokowy ciepły i suchy wiatr o dużej prędkości i porywistości wiejący z gór w doliny. Określa się w ten sposób dolinne wiatry na północno-zachodnich skłonach Alp[2];
- galerne – północno-zachodni zimny i wilgotny szkwalisty wiatr w Zatoce Biskajskiej. Czasem sięga zachodnich stoków Masywu Centralnego[2];
- gharbi – zimowy, łagodny wiatr z południa lub południowego zachodu wiejący z pustyń Afryki. Do północnych wybrzeży Morza Śródziemnego dociera jako wiatr pyłowy i wilgotny[2];
- gregale – silny, gwałtowny wiatr wiejący z północnego wschodu na Malcie;
- halny – ciepły i suchy wiatr w górach południowej Polski, który zawiewa też równiny polskie. Często silny wiejący od strony słowackiej, zwykle owiewa przedgórza do 50 km od głównych grzbietów Tatr[2];
- helm – wschodni silny i porywisty wiatr typu bora, wiejący w północno-zachodniej części Anglii, opadający z Penninów na wybrzeża Morza Irlandzkiego. Odpowiedzialny za niszczenie plonów i roślinności w dolinie rzeki Eden[2];
- joran – silny, zimny, porywisty, wiosenny wiatr występujący w południowo-wschodniej Jurze Szwajcarskiej i wiejący z zachodu lub północnego zachodu przynoszący opady śniegu. Napływa od strony Jeziora Genewskiego osiągając prędkość szkwału[2];
- juga – wiosną i jesienią pojawia się na terenie byłej Jugosławii. Jest powolny i wilgotny, przechodzi przez Góry Dynarskie, gdzie po drodze traci wilgotność. W Belgradzie jest traktowany jako południowo-zachodni fen[2];
- jauk – suchy, ciepły wiatr typu fenowego, wieje z północy na południu Alp;
- kazachstaniec – wschodni i południowo-wschodni wiatr wiosenny, suchy, stepowy napływający do Zawołża i Donu. Niesie ze sobą dużo drobnego czerwonego pyłu[2];
- lewanter – silny wiatr lokalny wiejący z kierunku Morza Śródziemnego do Oceanu Atlantyckiego, pojawia się również nad Morzem Czarnym i Azowskim, jest wilgotny i towarzyszy mu pochmurna, deszczowa pogoda. Uznawany przez swą wilgoć za niekorzystne wpływanie na samopoczucie[2];
- leveche – lokalna nazwa suchego, gorącego południowego wiatru sirocco, używana w południowo-wschodniej części Hiszpanii. Wieje od pustyń niosąc duże ilości pyłu[2];
- marin – silny, ciepły, wilgotny, południowy lub południowo-zachodni wiatr morski wiejący w Zatoce Lwiej na północnych brzegach Morza Śródziemnego. Pojawia się w maju i październiku, co wiąże się z deszczową pogodą. Niektórzy chorzy w trakcie jego napływu przez dużą wilgotność winią go za problemy z układem oddechowym[2];
- morka – wiatr od morza, połączony z drobnym deszczem;
- mistral – wieje z północnego wschodu wzdłuż doliny Rodanu na wybrzeże Zatoki Liońskiej na Morzu Śródziemnym, z północnego zachodu w Prowansji i na Korsyce, z zachodu w Tulonie. Jest silny, porywisty, zimny i suchy, co przekłada się na bezchmurną pogodę. Tworzy się w wyniku spływu chłodnego powietrza przez obniżenia terenu między Alpami i Pirenejami ku Morzu. czasem sięga Korsyki, Balearów, a nawet wybrzeży Afryki. W dolinie Rodanu w porywach sięga 50 m/s i pojawia się głównie zimą przez 3–4 dni w każdym z zimowych miesięcy. Latem, choć też obecny, jest słabszy[2];
- ora – występuje nad Jeziorem Garda we Włoszech. To dzienny wiatr, silniejszy na wierzchołkach gór pojawiający się przy bezchmurnej pogodzie. Przeciwnym do niego wiatrem jest nocny sopero[2];
- ponente – silny, wilgotny wiatr wiejący zimą z zachodu na Morzu Śródziemnym;
- pontiac – nocny wiatr górski występujący w dolinie Rodanu. Wzmaga się zwłaszcza o wschodzie słońca. Zimą jest bardzo zimny i stały, latem słabnie[2];
- purga – gwałtowny wicher północno-wschodni występujący na Syberii, połączony z zamiecią śnieżną; nazwa pochodzi od fińskiego słowa purku oznaczającego wicher, zadymkę;
- rebat – dzienna bryza jeziorna nad Jeziorem Genewskim. Wiatr przeciwny do nocnej północnej brzegowej bryzie Morget[2];
- sirocco – południowy wiatr, który przechodząc nad Morzem Śródziemnym nabiera wilgoci. Przynosi duszną pogodę z mżawką, choć może też mu towarzyszyć pogoda bezchmurna. Gorące powietrze ma w sobie często pył z Sahary, który dostaje się do mieszkań, utrudnia oddychanie i osłabia widoczność[2];
- sno – zimny wiatr fiordów skandynawskich wywołujący silne wirowanie. Może nawet powodować małe trąby wodne. W Norwegii w krótkim czasie obniża temperaturę o 10–20 °C[2];
- solano – gorący, wilgotny wiatr wiejący ze wschodu lub południowego wschodu, od Morza Śródziemnego, występujący w południowo-wschodniej części Hiszpanii i w Rzymie. Powstaje za dnia i stopniowo nabiera na sile. W Kadyksie jest stałym fenem. Wywołuje przygnębienie, odczucia strachu jako efekt wysokiej temperatury, zapylenia i wilgotności przez co powstało jego metaforyczne określenie: „Słońce wiedzie za ręce wiatr”[2];
- suchowiej – wiatr wiejący w europejskiej części Rosji, na stepach Ukrainy i w Kazachstanie;
- tivano – zimny wiejący z północy (od gór) wiatr, obejmujący zasięgiem jeziora na północy Włoch;
- tramontana (tramontane) – wiatr w południowej Francji, Alpach, nad włoskim, francuskim i hiszpańskim wybrzeżem M. Śródziemnego; podobny do mistralu lub bory. Na płaskich brzegach, jak w południowych Alpach, ma charakter fenu. We Włoszech chłodny wiatr wiejący z suchych płaskowyżów Apeninów. Przenika do Korsyki i ma siłę bory, co niekorzystnie wpływa na samopoczucie. Na Lazurowym Wybrzeżu jest zimny, porywisty i suchy, a w Hiszpanii wieje z Pirenejów przy suchej i bezchmurnej aurze[2];
- vendavales – zimowy, szkwałowy wiatr, wiejący z południowego zachodu w Hiszpanii;
- wardarak – zimny, suchy północno-zachodni wiatr typu mistral, wiejący z północy w dolinie Wardaru, w Macedonii Północnej i Macedonii Egejskiej, w tym w Salonikach. Powstaje w trakcie przepływania zimnego kontynentalnego powietrza przez obniżenia terenu pomiędzy Bałkanami i Rodopami w stronę doliny rzeki Wardar ku ciepłemu Morzu Egejskiemu[2];
- wisperwind – nocny zimny wiatr górski w basenie Renu. Może występować nawet do 150 metrów nad poziomem gruntu, choć ma niewielką prędkość, zwykle 3–4 m/s[2];
- zefir – ciepły i wilgotny wiosenny oraz letni wiatr występujący nad północnymi brzegami Morza Śródziemnego[2];
- xalok – ciepły i pyłowy wiatr z południowego wschodu o typie scirocco wiejący z Sahary nad południowo-wschodnią Hiszpanię. Nad Morzem Śródziemnym ulega uwilgotnieniu, co skutkuje zachmurzeniem i „czerwonym deszczem” w Hiszpanii (czerwony pył pochodzi z afrykańskich pustyń)[2].

AZJA
- afganiec – zachodni lub południowo-zachodni gorący i suchy wiatr pustynny, wiejący latem w Tadżykistanie nad dolinami rzek Amur-daria, Syr-daria i Wachsza. Jest bardzo silny i niesie ze sobą pył. Wczesną wiosną występuje w towarzystwie deszcz i ochłodzenia, a nawet przymrozków, zimą z mokrym śniegiem, co powoduje u ludzi odmrożenia[2];
- akman – wiatr występujący w Baszkirii w trakcie silnej burzy śnieżnej, charakterystyczny dla okresu przejściowego między wiosną a zimą[2];
- baguio – cyklon tropikalny na Filipinach;
- bajszak – północno-wschodni silnym, a czasem nawet huraganowy, wiatr z północnego wschodu. Przynosi pogodę deszczową z gradem, która towarzyszy końcowi monsunu kontynentalnego[2];
- bakiński nord – silny, zimny, suchy wiatr w Baku niosący pył. Ma charakter bory, przy pogodzie z przejaśnieniami i zwykle pojawia się latem. Zimą występuje z pochmurną aurą z opadami. U ludzi wywołuje trudności w oddychaniu, obniża widoczność[2];
- barguzin – występuje nad jeziorem Bajkał. To spływ zimnego powietrza z górnej części rzeki Barguzin ku Bajkałowi. Przy ujściu doliny wzmaga się i nabiera charakteru bory, ale na jeziorze słabnie[2];
- belat – zimny, zapylony wiatr typu bora, wiejący z północy, na południowym wybrzeżu Arabii;
- blizzard – porywisty, śnieżny szkwał z drobnym śniegiem przy silnym mrozie spotykany w północnej Azji. Tworzy się w powietrzu arktycznym, które na otwartych przestrzeniach staje się chwiejne termiczne wywołując rozwój zachmurzenia kłębiastego z ulewami i silnymi wyładowaniami atmosferycznymi[2];
- bohorok – suchy i ciepły, wiejący z zachodu wiatr „spadający” typu fenowego, wiejący w północno-wschodniej Sumatrze. Wieje od maja do września, zwykle w trakcie południowo-wschodniego pasatu. Skłony dowietrzne gór doświadczają deszczów, a zawietrzne zniszczeń w plantacjach[2];
- buran – silny i porywisty wicher północno-wschodni i północny wiejący zimą na obszarze środkowej i południowej Syberii, Uralu i Powołża, połączony ze śnieżycą (określenie też dla śnieżnych zasp i lodowych diun)[2];
- garding – zimowy wiatr typu fenowego na Jawie. W czasie przesuwania się północno-wschodniego monsunu nasila się w obniżeniach terenu między wulkanami[2];
- garmsil – południowy lub południowo-wschodni silny, suchy i bardzo gorący wiatr w zachodnim Tienszanie, jego temperatura przekracza nawet 50 °C. Przy jego napływie dochodzi do nagłych skoków temperatury powietrza. Przy samej powierzchni ziemi przenika daleko poza przedgórza[2];
- krakatoa – wschodni wiatr w równikowej stratosferze nad wyspą Krakatau na wysokości 18 km. Odkryto go w 1883 r. po wybuchu wulkanu Krakatau kiedy to rozniósł po całym globie popiół z wybuchu[2];
- loo – zachodni, upalny, suchy i bardzo pyłowy wiatr w północnych Indiach na przedgórzu Himalajów. Wieje od marca do maja przed rozpoczęciem monsunu podnosząc temperaturę do 45–47 °C. Może wiać kilka dni i wywoływać suszę[2];
- oroshi – zimowy silny wiatr w Japonii typu bory na dowietrznych stokach gór. Powstaje przy frontalnej inwersji temperatury[2];
- purga – towarzyszy wiosennym burzom śnieżnym przy niskiej temperaturze w środkowej i północnej Azji[2];
- reshabar – suchy, spadający wiatr typu fenowego, wiejący z północnego wschodu, występujący w Kurdystanie;
- sam eli – letni suchy i zachodni wiatr w Azerbejdżanie występujący w dolinie rzeki Kury[2];
- seistan – lokalny występujący na pograniczu Iranu i Afganistanu, wiosenny i letni wiatr gwałtowny, suchy i gorący, pustynny i stepowy wiejący z kierunku północnego tylko w ciepłej porze roku przez 120 dni[2];
- shamal – północno-zachodni wiatr występujący w Mezopotamii, Iraku, nad wybrzeżem Morza Czerwonego i nad Zatoką Perską. Wieje od grudnia do lutego i ma stały charakter, czasem o sztormowej sile. Nad Zatoką Perską podnosi silne burze pyłowe. Latem wieje przy bezchmurnym niebie wzbijając w powietrze duże ilości pyłu. Zimą towarzyszą mu chmury, opady z mniejszy zapyleniem[2];
- sharq – gorący południowo-wschodni wiatr o cechach scirocco wiejący z pustyń Iranu i Zatoki Perskiej. Powoduje podwyższenie temperatury powietrza do ponad 50 °C. Niesie ze sobą dużo pyłu i piasku. Może wiać parę dni z rzędu[2];
- suchowiej – suchy, przeważnie gorący wschodni lub południowy wiatr w Kazachstanie i na Nizinie Przykaspijskiej. Sprzyja silnemu parowaniu na pustyniach i półpustyniach, co negatywnie odbija się na roślinności. Skutkiem tego są długotrwałe susze[2];
- sumatra – Cieśnina Malakka;
- szamal – gorący i suchy wiatr występujący w rejonach Półwyspu Arabskiego;
- tongara putih – silny, monsunowy wiatr na Borneo występujący pod koniec pory suchej, czyli od lipca do sierpnia w cieśninie Gaspar i Karimata. Nasycony mgłą zwaną kuma-kuma[2].

AUSTRALIA I OCEANIA
- brick fielder – gorący, suchy, pyłowy wiejący z wnętrza lądu, z północy wiatr, występujący w Australii Południowej i Wschodniej, niesie piasek z australijskich pustyń. Latem może sięga południwych krańców kontynentu. Powoduje wzrost temperatury i skutkuje zniszczeniem plonów[2];
- burster – chłodny wiatr z oceanu w Australii i Nowej Zelandii;
- Fremantle Doctor – wiatr od morza w Australii Zachodniej (okolice Perth), forma bryzy, przynoszący podczas upałów ulgę w tropikach.
- kona-storm – południowy i południowo-zachodni wiatr sztormowy wiejący na Hawajach, któremu towarzyszą silne ulewy. Spada na zawietrzną stronę skłonów górskich. Wiąże się z zimowym niżem, który przesuwa się nad wschodnie wyspy hawajskie. Wpływa na ludzki organizm rozdrażnieniem[2];
- southerly burster – południowy wiosenno-letni południowy, silny i chłodny wiatr, który zaczyna wiać niespodziewanie po wielu dniach dusznej pogody z ciepłymi wiatrami z północy[2];
- syzygia – zachodni wiatr nad Morzem Arafura i Cieśniną Toressa. Poprzedza letni północno-wschodni monsun australijski;
- wam-andai – zachodni, silny wiatr na zachodnich wybrzeżach Nowej Gwinei[2];
- warm braw – wiatr powstaje na wyspach u wejścia do Zatoki Cenderawasih na Nowej Gwinei[2].

AFRYKA
- bull’s eye squall – biały szkwał w południowej Afryce, który jest poprzedzany pojawieniem się na niebie białej, szerokiej plamy w obszarze zenitu. Towarzyszy temu małe zachmurzenie i dobra pogoda lub ciemny mały obłok z czerwonym środkiem. Wiatr ten może towarzyszyć tornado[2];
- habub – silny wiatr na pustyniach w Sudanie i Egipcie w trakcie piaszczysto-pyłowej burzy. Poprzedzają go burzowe ulewy w porze deszczowej[2];
- hamsim – południowy, gorący, suchy i uciążliwie upalny wiatr w Egipcie wiejący od marca do maja. Może mieć nawet siłę sztormu. Trwa po wiosennej równonocy do 50 dni z przerwami. Wyjątkowo obserwowany jesienią i zimą. Często towarzyszą mu miraże i fatamorgana związane z różnicami termicznymi w zalegających masach powietrza[2];
- harmattan – bardzo suchy, pyłowy i gorący wiatr pasatowy wiejący znad Sahary na wybrzeże Zatoki Gwinejskiej. Spotykany między 20°N a 20°S w Górnej Gwinei, Monaku, Algierii, na wyspach Zielonego Przylądka i w Zatoce Gwinejskiej. Ma kierunek północny lub południowy (zależy od półkuli) i ma właściwości wysuszające, bo wilgotność spada wtedy do 15% i mniej. Wieje od listopada do marca. Sezonowość sprawia, że jest uznawany za zimowy monsun. To dzięki niemu pył przenoszony jest na setki i tysiące kilometrów aż po brzegi Ameryki. U ludzi gdy jest silny wywołuje odczycie chłodu, gdy ciepły gorąca. Czasem towarzyszą mu nawet chmary szarańczy[2];
- karif – suchy, monsunowy wiatr, wiejący z południowego zachodu, występujący w Somalii, ma charakter lądowy;
- leste – wschodni lub południowo-wschodni gorący, silny lub upalny pasat na Wyspach Kanaryjskich i na Maderze. Wieje od lipca do września z Sahary. W czasie jego trwania temperatura podnosi się do 30 °C, wilgotność względna spada poniżej 15–20%, a prędkość wiatru przekraczać 20 m/s[2];
- sahil – południowo-zachodni gorący i suchy wiatr w północnej Afryce – Maroku i Algierii – o charakterze szkwału w burzy pyłowej. Podnosi zawiesinę żółtego piasku i osusza powietrze, co źle oddziałuje na człowieka[2];
- samum (chamsin) – powodujący burze piaskowe pustynny gorący, suchy zachodni lub południowo-zachodni wiatr w Egipcie, Azji Mniejszej i Arabii. Rozpoczyna się nagle, wieje z wnętrz pustyń i wieje do 20 minut. Przynosi rozpalone powietrze nasycone piaskiem i pyłem. Towarzyszą mu gwałtowne zmiany ciśnienia atmosferycznego. Gdy się zbliża symptomem jest narastający szmer w rozgrzanym piasku. Temperatura wzrasta do 50 °C, a wilgotność względna powietrza obniża się prawie do 0%. Przedmioty zaczynają przebierać czerwonawą barwę, a Słońce staje się purpurowo-czerwone. W powietrzu unosi się czerwono-żółta mgła[2];
- scirocco – południowy, południowo-wschodni i wschodni duszący, palący wiatr w północnej Afryce. W nocy temperatura utrzymuje się na poziomie 35 °C. Może przybierać charakter sztormowego wiatru. Wieje z pustyni, a wzmaga się po południu, wieczorem i nocą słabnie. Przeważnie wieje 2–3 dni z rzędu. Przynosi powietrze tropikalne, uformowane nad pustyniami w ciepłych wycinkach niżu z centrami nad północnymi rejonami Afryki. Przenosi czerwony i biały pył z Sahary na północ, opada wraz z purpurowymi i mlecznymi deszczami[2].

AMERYKA PÓŁNOCNA
- barber – we wschodnich portach Stanów Zjednoczonych i Kanady północno-zachodni silny wiatr, który ma charakter burzy śnieżnej typu blizzard. Towarzyszą mu opady mokrego śniegu i przechłodzonego deszczu[2];
- black blizzard – czarna burza w USA, której występuje silny zimny, pyłowy wiatr niosący pył i piasek z prerii. Przeważnie ma charakter północno-zachodniego szkwału[2];
- bryza bożonarodzeniowa – północny, zimny, ale krótkotrwały wiatr na Jamajce. Wieje w grudniu i styczniu obniżając temperaturę powietrza aż do wystąpienia przymrozków[2];
- case weather – wilgotny wiatr z mgłą w Wisconsin w USA. Wieje od strony Wielkich Jezior[2];
- chinook – wiatr owiewający wschodnie stoki Gór Skalistych w Ameryce Północnej. Wieje zimą z południowego zachodu, jest suchy i ciepły. Może podwyższyć temperaturę powietrza o ponad 30 °C. Wywołuje to gwałtowne tajenie śniegu w górach. Na zawietrznych skłonach gór ma charakter typowego wiatru stokowego, czasami o sztormowej sile. Zaczyna się nagle i trwa przeważnie do 4 dni[2];
- chubasco – wschodni bardzo silny szkwałowy wiatr wiejący z lądu w Kostaryce, Nikaragui i Meksyku. Spotykany od maja do listopada. Towarzyszą mu ulewy i intensywne burze[2];
- cordonazo – huraganowy południowy wiatr, wiejący z południa, występuje u zachodnich wybrzeży Meksyku i Ameryki Środkowej równocześnie z huraganami na wschodzie tamtejszych krajów. Ma cechy cyklonu tropikalnego warunkującego powstanie silnego, sztormowego wiatru. W trakcie trwania kieruje się na wyspy Revillagigedo z prędkością 3–30 km/h. Występuje rzadko i najczęściej na początku października[2];
- cordonazo de San Francisco – wieje w czasie jesiennych burz równonocy u zachodnich brzegów niskich szerokości geograficznych Ameryki, nad zachodnimi brzegami Zatoki Kalifornijskiej[2];
- coromell – południowy, brzegowy wiatr, nocna bryza z południa występująca nad zachodnimi brzegami południowej części Kalifornii między listopadem a majem[2];
- hot winds – suche i gorące wiatry przynoszące fale ciepła na Wielkich Równinach Ameryki Północnej. Generowane w czasie rozwijania się fenu w swobodnej atmosferze[2];
- nortes – zimny, wiejący z północy wiatr typu bora, występujący w zachodnim Meksyku;
- nyk – wschodni i południowo-wschodni silny wiatr typu bory w Palmer i jego okolicach na Alasce, występuje do 80 km na północny wschód od Anchorage[2];
- papagayo – Zatoka Meksykańska;
- Santa Ana – suchy, porywisty i gorący pustynny wiatr fenowy w południowej Kalifornii w USA. Niesie ze sobą wiele pyłu. Wieje zimą wzdłuż doliny rzeki Santa Ana z pustyni Mohawe w stronę oceanu przez przełęcz Santa Ana i Cayon. Zaczyna się lekkim, słabym wiatrem niosącym ciepło, z czasem gwałtownie upodabnia się do bory. Gdy opada na zawietrznych skłonach gór zaczyna nabierać cech scirocco wskutek efektu fenowego. Pojawia się przeważnie zimą i często trwa kilka dni[2].

AMERYKA POŁUDNIOWA
- caju – październikowe szkwały z lekkimi ulewami przed porą deszczową wiejące z południa we wschodniej Brazylii[2];
- cambueiros – sierpniowe chłodne szkwały wiejące z południa i wschodu nad brzegami Brazylii[2];
- nevada – jesienny i zimowy wiatr, który spada z pokrytych śniegiem i lodem gór i górskich plateau w Quito w Ekwadorze[2];
- pampero – południowo-zachodni bardzo silny szkwał występujący na froncie atmosferycznym w Argentynie i Urugwaju. Jego nazwa oznacza przenikliwie zimny wiatr z pampy. Towarzysza mu deszcze i burze. W ciągu doby może doprowadzić do obniżenia temperatury o 30 °C[2];
- paramito – wschodni wiatr wiejący od lipca do września w Kolumbii. Występuje wraz z chłodnym deszczem w Bogocie[2];
- Patagon – nazwa bardzo zimnych podmuchów zachodniego wiatru, wiejącego w południowej części Chile i przynoszącego obfite opady, głównie śniegu, na zachodnim skłonie Andów Patagońskich;
- seca – wiatr mający cechy samowieju – przynosi suszę w Brazylii[2];
- sudestada – letni, morski wiatr wiejący z południowego wschodu w Argentynie i Urugwaju;
- suracon – bardzo zimny wiatr sztormowy z deszczem, występujący w Boliwii[2];
- surazo – zimny, bardzo silny zimowy wiatr wiejący z południa i południowego zachodu występujący w południowej części Brazylii. Wieje w maju i czerwcu i przypomina mistrala, przy małym zachmurzeniu w Camposie i środkowym brzegu Amazonki[2]. Przenikliwy chłód obniża temperaturę nawet poniżej 0 °C. Okres przerwy między wiatrem określa się mianem friaga. Zdarza się raz na 30 lat, że przynosi przymrozki w Camposie. Przekłada się to na pogorszenie urodzajów kawy, kukurydzy i trzciny cukrowej w tym kraju[2];
- temporales – podobny do monsunu letniego wiatr, wiejący z południowego zachodu, występujący w Ameryce Środkowej;
- terral – wiatr (bryza) wiejący ze wschodu w zachodniej części Ameryki Południowej;
- vente loku – w Rio de Janeiro określany jako szalony wiatr. Na ludzi działa drażniąco i pobudzająco[2];
- virason – wiatr w Chile i nad pacyficznym wybrzeżem Ameryki Południowej sprawiający swą siłą ustawanie pracy w portach. Jest przeciwny bryzie brzegowej, tzw. terralowi. Mianem tym określa się również chłodny wieczorny wiatr w Montevideo[2];
- zonda – zachodni i północny suchy i gorący wiatr fenowy, wiejący w południowej części Ameryki Południowej latem i zimą, głównie Argentynie. Owiewa wschodnie skłony Alp Argentyńskich. Na wysokich piętrach Andów wieje z północy. Latem przynosi gorące i zapylone powietrze, a zimą bardzo zimne. Zwany też sondo.